# Michel Bugnon-Mordant
Pour les articles homonymes, voir Bugnon et Mordant.
Michel Bugnon-Mordant (né en 1947) est un enseignant, écrivain et essayiste de nationalités suisse et française.

## Biographie
Michel Bugnon-Mordant a enseigné au Collège de Gambach (1980-1983) et au Collège Champittet (1983-1988). Il a enseigné la langue et la littérature anglaises au collège Saint-Michel de Fribourg (1973-2008), ainsi qu'à la faculté de lettres de l'université de la même ville (1985-1993). Il a été également professeur de philosophie à l'Université de Fribourg. Il est aujourd'hui retraité.

### Théories
Dans son livre États-Unis : La Manipulation planétaire, il entend démontrer que le gouvernement américain a organisé ou laissé se dérouler les attentats du 11 septembre 2001.

## Œuvres

### Romans
- Le Secret du céladon, éditions Philippe Picquier, 2008  (ISBN 978-2877309929)[5].
- Sven et l'Ancien Testament, Chapitre, 2020  (ISBN 979-1029010248).

### Essais
- L'Amérique totalitaire : les États-Unis et la maîtrise du monde, éditions Favre, 1998  (ISBN 978-2828905446), préface de Pierre Salinger[3],[6],[7].
- Sauver l'Europe, éditions L'Âge d'Homme, 2000  (ISBN 978-2825113455)[8]
- États-Unis : La Manipulation planétaire, éditions Favre, 2003  (ISBN 978-2828907228).

### Théâtre
- La Peau de l'autre (finaliste Grand prix du théâtre 2010, Versailles[1]).